# 목영준
목영준(睦榮埈, 1955년 8월 3일 ~ , 서울)은 판사 출신의 법조인이다. 2006년부터 2012년까지 헌법재판소 재판관을 지냈고, 을지학원 이사장, 대한변협법률구조재단 이사장, 김앤장 고문을 역임하였다.

## 학력
- 1974년 경기고등학교 졸업
- 1977년 제19회 사법시험 합격(사법연수원 10기 수료)
- 1978년 서울대학교 법과대학 학사

## 경력
- 1983년 판사( ~ 2004년)
- 2005년 12월 ~ 2006년 8월 : 법원행정처 차장
- 2006년 ~ 2012년 : 헤이그 국제상설중재재판소(PCA) 중재재판관
- 2006년 9월 ~ 2012년 9월 : 헌법재판소 재판관(여야합의로 국회선출)
- 2011년 4월 ~ 2012년 : 법을 통한 민주주의 유럽위원회 정위원
- 2013년 4월 ~ 2016년 6월 : 제5대 을지학원 이사장
- 2013년 ~ 2018년 : KT그룹 지속가능경영위원장
- 2013년 5월 ~ : 김앤장 사회공헌위원회 위원장
- 2013년 7월 : 대한변협법률구조재단 이사장
- 2016년 ~ 2021년 : 롯데그룹 사회공헌위원
- 2018년 ~ : 한진그룹 윤리경영위원장
- 2021년 5월 ~ : CJ그룹 ESG 자문위원회 위원장
- 2021년 11월 ~ 2024년: 고려대학교 법학전문대학원 석좌교수
- 2023년 10월 ~ : 한국경제인협회 윤리위원회 위원장